# Гай Норбан
Гай Норба́н (возможно, носил когномен Бальб, лат. Gaius Norbanus (Balbus); умер в 82 или 81 году до н. э., Родос, Ахайя, Римская республика) — римский политический деятель и военачальник, консул 83 года до н. э. Был римским гражданином в первом поколении. Начал свою политическую карьеру с трибуната в 103 году до н. э. Действуя в союзе с Луцием Аппулеем Сатурнином, инспирировал громкий судебный процесс и добился изгнания Квинта Сервилия Цепиона. В качестве квестора участвовал в борьбе Марка Антония Оратора с киликийскими пиратами. В 90-е годы до н. э. (точная дата неизвестна) был привлечён к суду по обвинению в злоупотреблении властью во время трибуната, но его оправдали.
Вершиной карьеры Гая Норбана стал консулат в 83 году до н. э. Вместе с коллегой Луцием Корнелием Сципионом Азиатским он возглавил армию в войне против Луция Корнелия Суллы, но потерпел поражение. В 82 году до н. э. Норбан продолжил войну в качестве проконсула, но тоже неудачно. В конце концов он бежал на Родос и там покончил с собой, узнав, что Сулла требует его выдачи.

## Биография

### Происхождение
Гай Норбан был «новым гражданином». Его номен имеет явно нелатинское происхождение, и Гай стал вторым (после Марка Перперны) обладателем такого имени в консульских фастах. Фридрих Мюнцер видел в Норбане уроженца города Норба, что в землях вольсков: по мнению исследователя, получив римское гражданство, Гай принял и новое имя. Эрнст Бэдиан считает это маловероятным и предполагает, что имя Норбана скорее этрусского происхождения.
Один источник, Хронограф 354 года, называет консулами 83 года до н. э. неких Asiatico и Pulpo. Поскольку у консула 19 года н. э. Луция Норбана, предполагаемого праправнука Гая, был когномен Бальб (Balbus), считается возможным, что это родовое прозвище носил и Гай; но у исследователей нет полной уверенности.

### Трибунат
В своей политической карьере Гай Норбан должен был встретить сопротивление со стороны нобилитета как «новый гражданин». Это могло стать главной причиной, по которой он примкнул к «народной партии». Гай впервые упоминается в источниках в связи с событиями 103 года до н. э., когда он был народным трибуном и союзником политика-демагога Луция Аппулея Сатурнина. Центральным событием его трибуната стал суд над влиятельным патрицием Квинтом Сервилием Цепионом, который во время своего консулата в 106 году до н. э. вернул сенату контроль над судами. В 105 году до н. э. по вине Цепиона две римские армии были почти полностью уничтожены германцами при Араузионе. Норбан использовал это как повод для выдвижения обвинения.
Юридическим основанием стал закон Сатурнина об оскорблении величия римского народа. Дело рассматривалось специальной комиссией, которая, в отличие от обычных судов, могла даже приговаривать к смертной казни. О намерении осудить и казнить Цепиона говорили открыто. Предположительно Норбан обвинил Квинта Сервилия не только в поражении, но и в казнокрадстве, имея в виду исчезнувшее «золото Толозы». Судебный процесс стал очередным актом острой внутриполитической борьбы в Риме: обвинителя поддержали всадники, ненавидевшие Цепиона, и политики-демагоги, которые боролись за уменьшение влияния сената; на сторону защиты встал ряд представителей аристократии. Цицерон пишет о «насилии, бегстве, побивании камнями, безжалостности трибуна». Сам принцепс сената Марк Эмилий Скавр, занимавший сторону обвиняемого, был ранен камнем в голову; двое коллег Норбана — Тит Дидий и Луций Аврелий Котта, пытавшиеся наложить вето на решение суда, — были насильно согнаны с ораторской трибуны. Цепиона признали виновным в поражении римской армии, и он не только был вынужден отправиться в изгнание, но ещё и потерял всё своё имущество, которое было распродано с торгов; согласно Ливию, такая конфискация произошла впервые в истории Республики.
Валерий Максим утверждает даже, что Цепион якобы был приговорён к смерти и казнён: «Тело его, смертоносными ранами палача истерзанное, лёжа на лестнице Гемониевой, с великим отвращением всего бывшего на площади римского народа смотрено было».

### Квестура
Осуждение Цепиона стало большим успехом для Норбана и открыло перед ним путь по традиционной для римского политика карьерной схеме — cursus honorum. В том же году (103 до н. э.) Гай был избран квестором на следующий год. Он отправился на Восток, сопровождая претора Марка Антония Оратора, которому была поручена борьба с киликийскими пиратами. Об этой миссии мало что известно: так, неясно даже, шла ли речь о провинции Азия или Антоний получил военную провинцию под условным названием «Киликия» без ординарного наместничества.

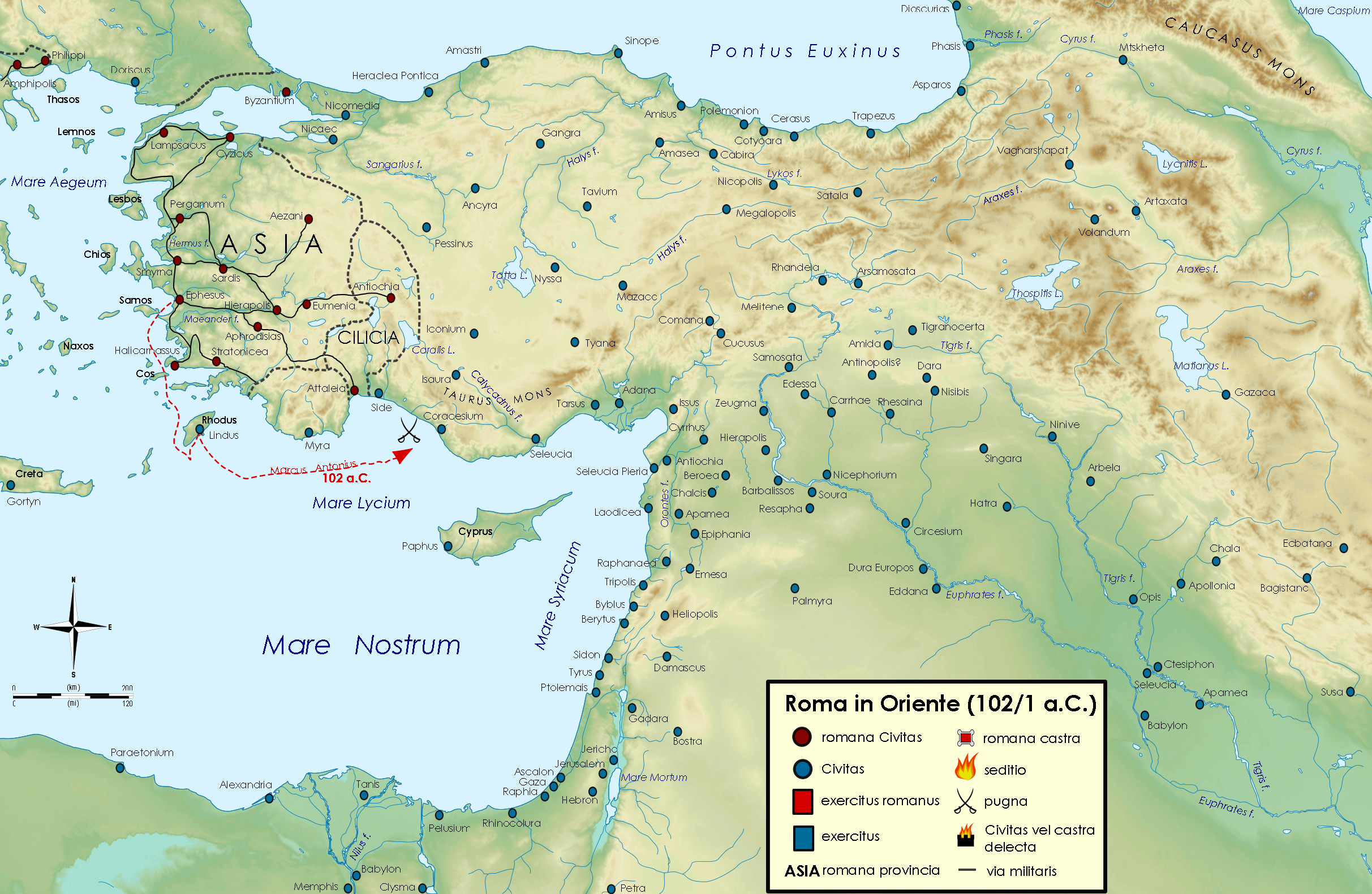
Киликийская экспедиция Марка Антония

По пути на Восток претор и его квестор останавливались на много дней в Афинах и на Родосе. Из одной коринфской надписи следует, что римский флот под командованием проконсула, чьё имя стёрто (предположительно, оно реконструировано как Марк Антоний), преодолел Истм и двинулся к Сиде в Памфилии, в то время, как пропретор Гирр снаряжал в Афинах ещё одну эскадру. Здесь может иметься в виду или Марк Антоний Оратор, или его сын — Марк Антоний Критский, но Р. Броутон и М. Абрамзон считают первый вариант более предпочтительным.
Вероятно, римляне вели военные действия против пиратов как на море, так и на суше. Возможно, было осуществлено вторжение в Киликию из Ликаонии через перевалы в Таврских горах. Масштабной эта акция в любом случае не была; единственная сохранившаяся в источниках деталь — гибель префекта Марка Гратидия, зятя Гая Мария и двоюродного деда Цицерона. В результате Рим создал ряд опорных пунктов на побережье. Некоторые исследователи считают, что тогда же эти пункты образовали новую административную единицу в составе Римского государства — провинцию Киликия.

### Продолжение карьеры
Точная дата возвращения Гая Норбана в Рим неизвестна. Это могло произойти не раньше декабря 99 года до н. э., когда в Рим прибыл Марк Антоний. Дальнейшие карьерные перспективы Гая, по мнению Ф. Мюнцера, оказались перечёркнуты законодательством Луция Лициния Красса. Этот политик во время своего консулата в 95 году до н. э. принял жёсткие меры против италиков, выдававших себя за римских граждан; таким образом был обозначен курс на консервацию римских политических элит.
Позже сын Цепиона, носивший то же имя, инспирировал судебное обвинение против Норбана. Точных датировок здесь нет, но известно, что Марк Антоний на тот момент уже был цензорием (бывшим цензором) и что действие трактата Цицерона «Об ораторе», в котором процесс Норбана упоминается как давнее дело, происходит в 91 году до н. э. Исходя из этого, большинство исследователей относят процесс к 95 — 94 годам до н. э., а Э. Бэдиан пишет о начале 95 года до н. э. Обвинение выдвинул молодой, но подававший большие надежды оратор Публий Сульпиций, говоривший о пренебрежении трибунским вето и насилии во время суда над Цепионом-старшим; кроме того, против Норбана свидетельствовал Марк Эмилий Скавр. Защиту неожиданно для многих взял на себя Марк Антоний. Он обосновал своё участие в процессе заявлением, что Норбан, квестор в киликийском походе, «по завету предков» должен быть ему вместо сына, отверг показания Скавра и добился оправдательного приговора.
После этого успеха Норбан возобновил политическую карьеру. Известно, что в 88 или 87 году до н. э. он был претором и наместником Сицилии. Цицерон, испытывавший к нему неприязнь, тем не менее признаёт в одной из своих речей против Верреса, что Норбан был хорошим наместником:

…Тогда не было судов по поводу неверного объявления числа югеров, не было рекуператоров вроде Артемидора Корнелия; сицилийским магистратам не приходилось требовать с земледельцев столько, сколько приказывал откупщик; у откупщика не просили, как милости, позволения давать за каждый югер три медимна; земледельца не заставляли давать ни денег в придачу, ни шести процентов с пшеницы — и все-таки народу римскому посылалось огромное количество хлеба.
— Марк Туллий Цицерон. Против Верреса, III, 117.
К тому же Норбану удалось уберечь Сицилию от начавшихся в 88 году до н. э. гражданских войн. В 87 году, когда армия Луция Корнелия Суллы переправилась на Балканы, в Италии активизировались мятежные союзники. Диодор Сицилийский сообщает, что Марк Лампоний и другие вожди италиков осадили Регий, планируя, взяв этот город, переправиться в Сицилию; но Норбан «незамедлительно воспользовался своей большой армией и военными ресурсами, поразил страхом италийцев величиной своих приготовлений и спас народ Регия».

### Консулат и гибель
В середине 80-х годов до н. э. контроль над Италией и западными провинциями Рима принадлежал марианской партии. В 84 году, когда марианцы уже ждали высадки в Италии своего врага Суллы, единственный консул Гней Папирий Карбон организовал избрание консулами на следующий год двух компромиссных фигур. Это были патриций и заслуженный полководец Луций Корнелий Сципион Азиатский и Гай Норбан, представитель «новых граждан». На тот момент Норбану было уже около 60 лет.
Сулла высадился в Италии и начал новую гражданскую войну в мае 83 года до н. э. На тот момент у него было всего 30-40 тысяч солдат, тогда как Норбан и Сципион располагали в общей сложности 180—200 тысячами. Но консулы по неизвестным причинам действовали раздельно, к тому же они не приняли нужных мер для защиты побережья. В результате Сулла беспрепятственно высадился в Брундизии и дошёл до Кампании; здесь путь ему преградил Норбан, стоявший на пересечении Аппиевой и Латинской дорог. Сулла направил консулу послов, но те, по словам эпитоматора Тита Ливия, «претерпели насилие». В первом сражении войны, которое произошло у Тифатской горы, Норбан потерпел поражение; по данным источников, опирающихся на просулланскую традицию, он потерял 6 или 7 тысяч солдат убитыми и ещё 6 тысяч — пленными, тогда как сулланцев погибло всего 70 или 120 человек, но это явное преувеличение. Норбан отступил в Капую.
Вскоре армия второго консула перешла на сторону Суллы. Последний опять прислал Норбану своих представителей с предложением мира, но тот не дал ответа — согласно Аппиану, он боялся стать жертвой обмана, как его коллега Сципион. В следующий раз Норбан упоминается в источниках уже в связи с событиями следующего года как обладатель проконсульских полномочий на севере Италии. У города Фавенция он атаковал одного из полководцев Суллы, Квинта Цецилия Метелла Пия, но был наголову разгромлен: его потери составили 9-10 тысяч убитыми, и ещё 6 тысяч солдат перешли на сторону противника. У Норбана осталась всего тысяча воинов, с которой он заперся в Аримине. После этого поражения северный «фронт» марианцев окончательно распался. Один из местных военачальников Публий Альбинован пригласил своих соратников на пир и приказал их перебить, после чего перешёл к сулланцам; Норбан уцелел, поскольку не принял его приглашение, но жители Аримина тоже перешли на сторону врага. Тогда Норбан, разуверившись в успехе, бежал из Италии на Родос.
Когда Сулла составлял свой первый проскрипционный список, он включил туда в числе первых имя Норбана. От родосских властей потребовали выдать изгнанника. Норбан, узнав об этом, закололся прямо на городской площади; по другой версии, его уже схватили, но он всё-таки смог поразить себя мечом.

## Потомки
У Гая Норбана был сын того же имени, который упоминается в связи с событиями 83 года до н. э. Сын Гая-младшего Гай Норбан Флакк был консулом в 38 году до н. э.

## Оценки
Цицерон, относившийся к Норбану с неприязнью, называет его «гражданином мятежным и безжалостным», «мятежным и ни к чему не пригодным», утверждает, что Норбану были присущи «нерешительность и недостаток храбрости».